# 재미있는 TV 천국
재미있는 TV 천국은 2002년 4월 20일부터 2007년 4월 28일까지 SBS에서 방영된 예능프로그램인데  패널들의 말장난만 무성했다는 점, 이미 방송된 화면을 짜집기한 점  등의 지적이 있었으며 자사에서 가장 인기있는 프라임 시간대의 드라마의 NG만을 집중적으로 내보낸 것이 '자사 프로그램 홍보용'이라는 비판을 샀다.
한편, "지나친 자사 프로그램과 출연 연예인을 홍보했다"는 이유 탓인지 2005년 8월 민언련 방송모니터위원회 선정 '2005년 8월 유감방송'에 선정되는 불명예를 안기도 했다.

## 기획 의도
현재 방영 중인 프로그램 또는 역대 프로그램 중 재미있는 내용만 모아 리뷰해보는 프로그램이다.